# گئورگ ملیکیان
گئورگ ملیکی ملیکیان (تر-ملیکستیان) (ارمنی: Գևորգ Մելիքի Մելիքյան (Տեր-Մելիքսեթյան)؛  زادهٔ ۱۰ ژوئن ۱۹۱۰ - درگذشته ۲۳ ژوئن ۲۰۰۷) دانشمند، استاد اهل ارمنستان بود.

## زندگی‌نامه
وی در ۱۰ ژوئن ۱۹۱۰ در روستای ارمنی‌نشین مورشودالی از والدینی به‌نام‌های ملیک تر-ملیکستیان و ماریام مکرتچیان به دنیا آمد و از دانشکده فنی هیدروملیوراسیون ایروان فارغ‌التحصیل گشت.  وی برادر ناتالیا ملیکیان بود. همچنین برندهٔ جوایزی همچون نشان آنانیا شیراکاتسی () شده است. وی در ۲۳ ژوئن ۲۰۰۷ در سن ۹۷ سالگی در ایروان درگذشت.

## یادداشت
1. ↑  տեխնիկական գիտությունների թեկնածու
2. ↑  Երևանի հիդրոմելիորատիվ տեխնիկ